# Enskededalen
Enskededalen – dzielnica (stadsdel) Sztokholmu, położona w jego południowej części (Söderort) i wchodząca w skład stadsdelsområde Skarpnäck. Graniczy z dzielnicami Kärrtorp, Skarpnäcks gård i Gamla Enskede.
Według danych opublikowanych przez gminę Sztokholm, 31 grudnia 2020 r. Enskededalen liczyło 2756 mieszkańców. Powierzchnia dzielnicy wynosi 0,67 km².